# Saison NBA 2018-2019
Navigation
Saison 2017-2018 Saison 2019-2020
La saison NBA 2018-2019 est la 70e saison de la National Basketball Association (73e en comptant les trois saisons BAA). Le NBA All-Star Game 2019 s’est déroulé le 17 février 2019 au Spectrum Center de Charlotte.

## Calendrier des événements de la saison
- 28 septembre 2018 : Début de la pré-saison.
- 16 octobre 2018 : Ouverture de la saison régulière 2018-2019.
- 17 février 2019 : NBA All-Star Game 2019, à Charlotte.
- 10 avril 2019 : Dernier jour de la saison régulière.
- 13 avril 2019 : Début des Playoffs NBA.

## Transactions

### Retraites
- Le 10 mai 2018, Nick Collison annonce sa retraite après 15 ans passés dans la même franchise, des SuperSonics de Seattle au déménagement vers Oklahoma City[1].
- Le 25 mai 2018, Mo Williams annonce sa retraite, après avoir joué pour 7 équipes en 13 saisons, pour devenir entraîneur adjoint pour les Matadors de Cal State Northridge[2].
- Le 17 juillet 2018, Roy Hibbert annonce sa retraite après avoir joué pour 4 équipes en 10 saisons[3].
- Le 27 août 2018, Manu Ginóbili annonce sa retraite après avoir joué pendant 16 saisons avec les Spurs de San Antonio[4]. Il remporte quatre titres de champion avec cette même franchise
- Le 30 août 2018, David West annonce sa retraite après avoir joué pour 4 équipes en 15 saisons. Il remporte deux titres de champion avec les Warriors de Golden State[5].
- Le 6 septembre 2018, Boris Diaw annonce sa retraite après avoir joué pour 4 équipes en 15 saisons. Il remporte un titre de champion avec les Spurs de San Antonio[6].
- Le 24 septembre 2018, Mike Dunleavy Jr. annonce sa retraite après avoir joué pour 6 équipes en 15 saisons[7].
- Le 27 septembre 2018, Mirza Teletović annonce sa retraite après avoir joué pour 3 équipes en 6 saisons[8].
- Le 13 octobre 2018, Richard Jefferson annonce sa retraite après avoir joué pour 8 équipes en 17 saisons. Il remporte un titre de champion avec les Cavaliers de Cleveland[9].
- Le 27 février, Ronnie Price annonce sa retraite après avoir joué pour 6 équipes en 12 saisons[10].
- Le 24 mars, Al Jefferson annonce sa retraite après avoir joué pour 5 équipes en 14 saisons[11].
- Le 26 mars, Kris Humphries annonce sa retraite après avoir joué pour 8 équipes en 13 saisons[12].

### Changement d’entraîneur
| Avant-saison              | Avant-saison         | Avant-saison            | Avant-saison |
| ------------------------- | -------------------- | ----------------------- | ------------ |
| Équipe                    | Ancien entraîneur    | Nouvel entraîneur       |              |
| Hawks d'Atlanta           | Mike Budenholzer     | Lloyd Pierce            |              |
| Hornets de Charlotte      | Steve Clifford       | James Borrego           |              |
| Pistons de Détroit        | Stan Van Gundy       | Dwane Casey             |              |
| Bucks de Milwaukee        | Joe Prunty (intérim) | Mike Budenholzer        |              |
| Knicks de New York        | Jeff Hornacek        | David Fizdale           |              |
| Magic d'Orlando           | Frank Vogel          | Steve Clifford          |              |
| Suns de Phoenix           | Jay Triano (intérim) | Igor Kokoškov           |              |
| Raptors de Toronto        | Dwane Casey          | Nick Nurse              |              |
| En cours de saison        |                      |                         |              |
| Équipe                    | Ancien entraîneur    | Nouvel entraîneur       |              |
| Bulls de Chicago          | Fred Hoiberg         | Jim Boylen              |              |
| Cavaliers de Cleveland    | Tyronn Lue           | Larry Drew              |              |
| Timberwolves du Minnesota | Tom Thibodeau        | Ryan Saunders (intérim) |              |

Avant-saison
- Le 12 avril 2018, les Knicks de New York limogent Jeff Hornacek[13] après la non qualification des Knicks en playoffs. L’entraîneur adjoint Kurt Rambis est lui aussi limogé.
- Le 12 avril 2018, le Magic d'Orlando limogent Frank Vogel[14] après la non qualification du Magic en playoffs.
- Le 13 avril 2018, les Hornets de Charlotte limogent Steve Clifford[15] après la non qualification des Hornets en playoffs.
- Le 25 avril 2018, les Hawks d'Atlanta se séparent de Mike Budenholzer[16] d'un commun accord.
- Le 1er mai 2018, les Grizzlies de Memphis annoncent que J. B. Bickerstaff[17] devient le nouvel entraîneur principal de l'équipe.
- Le 2 mai 2018, les Suns de Phoenix nomment Igor Kokoškov[18] entraîneur principal de l'équipe.
- Le 7 mai 2018, les Knicks de New York nomment David Fizdale[19] entraîneur principal de l'équipe.
- Le 7 mai 2018, les Pistons de Détroit limogent Stan Van Gundy[20] après la non qualification des Pistons en playoffs pour la deuxième année consécutive.
- Le 10 mai 2018, les Hornets de Charlotte nomment James Borrego[21] entraîneur principal de l'équipe.
- Le 11 mai 2018, les Raptors de Toronto limogent Dwane Casey[22] après l'élimination des Raptors en playoffs face aux Cavaliers de Cleveland (0-4) pour la deuxième année consécutive.
- Le 11 mai 2018, les Hawks d'Atlanta nomment Lloyd Pierce[23] entraîneur principal de l'équipe.
- Le 17 mai 2018, les Bucks de Milwaukee nomment Mike Budenholzer[24] entraîneur principal de l'équipe.
- Le 30 mai 2018, le Magic d'Orlando nomme Steve Clifford[25] entraîneur principal de l'équipe.
- Le 14 juin 2018, les Raptors de Toronto nomment l’entraîneur adjoint Nick Nurse[26] entraîneur principal de l'équipe.

Pendant la saison
- Le 28 octobre 2018, les Cavaliers de Cleveland limogent Tyronn Lue[27] après six défaites de suites en début de saison. Larry Drew est nommé entraîneur principal par intérim. Le 5 novembre 2018, Larry Drew[28] devient officiellement entraîneur principal.
- Le 3 décembre 2018, les Bulls de Chicago limogent Fred Hoiberg[29] après un mauvais début de saison (5-19) et nomment Jim Boylen entraîneur principal.
- Le 6 janvier 2019, les Timberwolves du Minnesota limogent Tom Thibodeau[30] et nomment l’entraîneur adjoint Ryan Saunders entraîneur principal par intérim.

## Classements
| Champion de division | Qualifié pour les playoffs | Non qualifié pour les playoffs |

Les champions de division ne sont pas automatiquement qualifiés pour les playoffs, seuls les huit premiers de chaque conférence se qualifient pour les playoffs.

### Par division
Source : nba.com
| Division Atlantique       | V  | D  | MJ | V/D  | GB | Dom   | Ext   | Div  |
| ------------------------- | -- | -- | -- | ---- | -- | ----- | ----- | ---- |
| Raptors de Toronto (2)    | 58 | 24 | 82 | .707 | –  | 32–9  | 26–15 | 12–4 |
| 76ers de Philadelphie (3) | 51 | 31 | 82 | .622 | 7  | 31–10 | 20–21 | 8–8  |
| Celtics de Boston (4)     | 49 | 33 | 82 | .598 | 9  | 28–13 | 21–20 | 10–6 |
| Nets de Brooklyn (6)      | 42 | 40 | 82 | .512 | 16 | 23–18 | 19–22 | 8–8  |
| Knicks de New York (15)   | 17 | 65 | 82 | .207 | 41 | 9–32  | 8–33  | 2–14 |

| Division Centrale           | V  | D  | MJ | V/D  | GB | Dom   | Ext   | Div  |
| --------------------------- | -- | -- | -- | ---- | -- | ----- | ----- | ---- |
| Bucks de Milwaukee (1)      | 60 | 22 | 82 | .732 | –  | 33–8  | 27–14 | 14–2 |
| Pacers de l'Indiana (5)     | 48 | 34 | 82 | .585 | 12 | 29–12 | 19–22 | 11–5 |
| Pistons de Détroit (8)      | 41 | 41 | 82 | .500 | 19 | 26–15 | 15–26 | 8–8  |
| Bulls de Chicago (13)       | 22 | 60 | 82 | .268 | 38 | 9–32  | 13–28 | 3–13 |
| Cavaliers de Cleveland (14) | 19 | 63 | 82 | .232 | 41 | 13–28 | 6–35  | 4–12 |

| Division Sud-Est         | V  | D  | MJ | V/D  | GB | Dom   | Ext   | Div  |
| ------------------------ | -- | -- | -- | ---- | -- | ----- | ----- | ---- |
| Magic d'Orlando (7)      | 42 | 40 | 82 | .512 | –  | 25–16 | 17–24 | 10–6 |
| Hornets de Charlotte (9) | 39 | 43 | 82 | .476 | 3  | 25–16 | 14–27 | 10–6 |
| Heat de Miami (10)       | 39 | 43 | 82 | .476 | 3  | 19–22 | 20–21 | 7–9  |
| Washington Wizards (11)  | 32 | 50 | 82 | .390 | 10 | 22–19 | 10–31 | 7–9  |
| Hawks d'Atlanta (12)     | 29 | 53 | 82 | .354 | 13 | 17–24 | 12–29 | 6–10 |

| Division Nord-Ouest            | V  | D  | MJ | V/D  | GB | Dom   | Ext   | Div  |
| ------------------------------ | -- | -- | -- | ---- | -- | ----- | ----- | ---- |
| Nuggets de Denver (2)          | 54 | 28 | 82 | .659 | –  | 34–7  | 20–21 | 12–4 |
| Trail Blazers de Portland (3)  | 53 | 29 | 82 | .646 | 1  | 32–9  | 21–20 | 6–10 |
| Jazz de l'Utah (5)             | 50 | 32 | 82 | .610 | 4  | 29-12 | 21–20 | 8–8  |
| Thunder d'Oklahoma City (6)    | 49 | 33 | 82 | .598 | 5  | 27–14 | 22–19 | 9–7  |
| Timberwolves du Minnesota (11) | 36 | 44 | 82 | .439 | 18 | 25–16 | 11–30 | 5–11 |

| Division Pacifique             | V  | D  | MJ | V/D  | GB | Dom   | Ext   | Div  |
| ------------------------------ | -- | -- | -- | ---- | -- | ----- | ----- | ---- |
| Warriors de Golden State T (1) | 57 | 25 | 82 | .695 | –  | 30–11 | 27–14 | 13–3 |
| Clippers de Los Angeles (8)    | 48 | 34 | 82 | .585 | 9  | 26–15 | 22–19 | 11–5 |
| Kings de Sacramento (9)        | 39 | 43 | 82 | .476 | 18 | 24–17 | 15–26 | 4–12 |
| Lakers de Los Angeles (10)     | 37 | 45 | 82 | .451 | 20 | 22–19 | 15–26 | 9–7  |
| Suns de Phoenix (15)           | 19 | 63 | 82 | .232 | 38 | 12–29 | 7–34  | 3–13 |

| Division Sud-Ouest            | V  | D  | MJ | V/D  | GB | Dom   | Ext   | Div  |
| ----------------------------- | -- | -- | -- | ---- | -- | ----- | ----- | ---- |
| Rockets de Houston (4)        | 53 | 29 | 82 | .646 | –  | 31–10 | 22–19 | 10–6 |
| Spurs de San Antonio (7)      | 48 | 34 | 82 | .585 | 5  | 32–9  | 16–25 | 10–6 |
| Grizzlies de Memphis (12)     | 33 | 49 | 82 | .402 | 20 | 21–20 | 12–29 | 8–8  |
| Pelicans de Nlle-Orléans (13) | 33 | 49 | 82 | .402 | 20 | 19–22 | 14–27 | 8–8  |
| Mavericks de Dallas (14)      | 33 | 49 | 82 | .402 | 20 | 24–17 | 9–32  | 4–12 |

### Par conférence
Source : nba.com
| Conférence Est | Conférence Est         | Conférence Est | Conférence Est | Conférence Est | Conférence Est | Conférence Est | Conférence Est |
| No             | Franchise              | Vic.           | Déf.           | MJ             | V/D            | GB             |                |
| -------------- | ---------------------- | -------------- | -------------- | -------------- | -------------- | -------------- | -------------- |
| 1              | Bucks de Milwaukee     | 60             | 22             | 82             | .732           | –              |                |
| 2              | Raptors de Toronto     | 58             | 24             | 82             | .707           | 2              |                |
| 3              | 76ers de Philadelphie  | 51             | 31             | 82             | .622           | 9              |                |
| 4              | Celtics de Boston      | 49             | 33             | 82             | .598           | 11             |                |
| 5              | Pacers de l'Indiana    | 48             | 34             | 82             | .585           | 12             |                |
| 6              | Nets de Brooklyn       | 42             | 40             | 82             | .512           | 18             |                |
| 7              | Magic d'Orlando        | 42             | 40             | 82             | .512           | 18             |                |
| 8              | Pistons de Détroit     | 41             | 41             | 82             | .500           | 19             |                |
|                |                        |                |                |                |                |                |                |
| 9              | Hornets de Charlotte   | 39             | 43             | 82             | .476           | 21             |                |
| 10             | Heat de Miami          | 39             | 43             | 82             | .476           | 21             |                |
| 11             | Wizards de Washington  | 32             | 50             | 82             | .390           | 28             |                |
| 12             | Hawks d'Atlanta        | 29             | 53             | 82             | .354           | 31             |                |
| 13             | Bulls de Chicago       | 22             | 60             | 82             | .268           | 38             |                |
| 14             | Cavaliers de Cleveland | 19             | 63             | 82             | .232           | 41             |                |
| 15             | Knicks de New York     | 17             | 65             | 82             | .207           | 43             |                |

| Conférence Ouest | Conférence Ouest                | Conférence Ouest | Conférence Ouest | Conférence Ouest | Conférence Ouest | Conférence Ouest | Conférence Ouest |
| No               | Franchise                       | Vic.             | Def.             | MJ               | V/D              | GB               |                  |
| ---------------- | ------------------------------- | ---------------- | ---------------- | ---------------- | ---------------- | ---------------- | ---------------- |
| 1                | Warriors de Golden State T      | 57               | 25               | 82               | .695             | –                |                  |
| 2                | Nuggets de Denver               | 54               | 28               | 82               | .659             | 3                |                  |
| 3                | Trail Blazers de Portland       | 53               | 29               | 82               | .646             | 4                |                  |
| 4                | Rockets de Houston              | 53               | 29               | 82               | .646             | 4                |                  |
| 5                | Jazz de l'Utah                  | 50               | 32               | 82               | .610             | 7                |                  |
| 6                | Thunder d'Oklahoma City         | 49               | 33               | 82               | .598             | 8                |                  |
| 7                | Spurs de San Antonio            | 48               | 34               | 82               | .585             | 9                |                  |
| 8                | Clippers de Los Angeles         | 48               | 34               | 82               | .585             | 9                |                  |
|                  |                                 |                  |                  |                  |                  |                  |                  |
| 9                | Kings de Sacramento             | 39               | 43               | 82               | .476             | 18               |                  |
| 10               | Lakers de Los Angeles           | 37               | 45               | 82               | .451             | 20               |                  |
| 11               | Timberwolves du Minnesota       | 36               | 46               | 82               | .439             | 21               |                  |
| 12               | Grizzlies de Memphis            | 33               | 49               | 82               | .402             | 24               |                  |
| 13               | Pelicans de La Nouvelle-Orléans | 33               | 49               | 82               | .402             | 24               |                  |
| 14               | Mavericks de Dallas             | 33               | 49               | 82               | .402             | 24               |                  |
| 15               | Suns de Phoenix                 | 19               | 63               | 82               | .232             | 38               |                  |

## Play-offs
Les playoffs sont disputées par les huit équipes les mieux classées de la conférence Est et par les huit les mieux classées de la conférence Ouest.
|  | 1er tour         | 1er tour                | 1er tour                  |   |                           | Demi-finales de Conférence | Demi-finales de Conférence | Demi-finales de Conférence |  |   | Finales de Conférence    | Finales de Conférence | Finales de Conférence |  |    | Finale NBA         | Finale NBA | Finale NBA |
|  |                  |                         |                           |   |                           |                            |                            |                            |  |   |                          |                       |                       |  |    |                    |            |            |
|  | 1                | Bucks de Milwaukee      | 4                         |   |                           |                            |                            |                            |  |   |                          |                       |                       |  |    |                    |            |            |
|  | 8                | Pistons de Détroit      | 0                         |   |                           |                            |                            |                            |  |   |                          |                       |                       |  |    |                    |            |            |
|  | 8                | Pistons de Détroit      | 0                         |   | 1                         | Bucks de Milwaukee         | 4                          |                            |  |   |                          |                       |                       |  |    |                    |            |            |
|  |                  |                         |                           |   | 1                         | Bucks de Milwaukee         | 4                          |                            |  |   |                          |                       |                       |  |    |                    |            |            |
|  |                  | 4                       | Celtics de Boston         | 1 |                           |                            |                            |                            |  |   |                          |                       |                       |  |    |                    |            |            |
|  | 4                | 4                       | Celtics de Boston         | 1 | Celtics de Boston         | 4                          |                            |                            |  |   |                          |                       |                       |  |    |                    |            |            |
|  | 4                |                         |                           |   | Celtics de Boston         | 4                          |                            |                            |  |   |                          |                       |                       |  |    |                    |            |            |
|  | 5                | Pacers de l'Indiana     | 0                         |   |                           |                            |                            |                            |  |   |                          |                       |                       |  |    |                    |            |            |
|  | 5                | Pacers de l'Indiana     | 0                         |   |                           |                            |                            |                            |  | 1 | Bucks de Milwaukee       | 2                     |                       |  |    |                    |            |            |
|  | Conférence Est   |                         |                           |   |                           |                            |                            |                            |  | 1 | Bucks de Milwaukee       | 2                     |                       |  |    |                    |            |            |
|  |                  | 2                       | Raptors de Toronto        | 4 |                           |                            |                            |                            |  |   |                          |                       |                       |  |    |                    |            |            |
|  | 3                | 2                       | Raptors de Toronto        | 4 | 76ers de Philadelphie     | 4                          |                            |                            |  |   |                          |                       |                       |  |    |                    |            |            |
|  | 3                |                         |                           |   | 76ers de Philadelphie     | 4                          |                            |                            |  |   |                          |                       |                       |  |    |                    |            |            |
|  | 6                | Nets de Brooklyn        | 1                         |   |                           |                            |                            |                            |  |   |                          |                       |                       |  |    |                    |            |            |
|  | 6                | Nets de Brooklyn        | 1                         |   | 3                         | 76ers de Philadelphie      | 3                          |                            |  |   |                          |                       |                       |  |    |                    |            |            |
|  |                  |                         |                           |   | 3                         | 76ers de Philadelphie      | 3                          |                            |  |   |                          |                       |                       |  |    |                    |            |            |
|  |                  | 2                       | Raptors de Toronto        | 4 |                           |                            |                            |                            |  |   |                          |                       |                       |  |    |                    |            |            |
|  | 2                | 2                       | Raptors de Toronto        | 4 | Raptors de Toronto        | 4                          |                            |                            |  |   |                          |                       |                       |  |    |                    |            |            |
|  | 2                |                         |                           |   | Raptors de Toronto        | 4                          |                            |                            |  |   |                          |                       |                       |  |    |                    |            |            |
|  | 7                | Magic d'Orlando         | 1                         |   |                           |                            |                            |                            |  |   |                          |                       |                       |  |    |                    |            |            |
|  | 7                | Magic d'Orlando         | 1                         |   |                           |                            |                            |                            |  |   |                          |                       |                       |  | E2 | Raptors de Toronto | 4          |            |
|  |                  |                         |                           |   |                           |                            |                            |                            |  |   |                          |                       |                       |  | E2 | Raptors de Toronto | 4          |            |
|  |                  | W1                      | Warriors de Golden State  | 2 |                           |                            |                            |                            |  |   |                          |                       |                       |  |    |                    |            |            |
|  | 1                | W1                      | Warriors de Golden State  | 2 | Warriors de Golden State  | 4                          |                            |                            |  |   |                          |                       |                       |  |    |                    |            |            |
|  | 1                |                         |                           |   | Warriors de Golden State  | 4                          |                            |                            |  |   |                          |                       |                       |  |    |                    |            |            |
|  | 8                | Clippers de Los Angeles | 2                         |   |                           |                            |                            |                            |  |   |                          |                       |                       |  |    |                    |            |            |
|  | 8                | Clippers de Los Angeles | 2                         |   | 1                         | Warriors de Golden State   | 4                          |                            |  |   |                          |                       |                       |  |    |                    |            |            |
|  |                  |                         |                           |   | 1                         | Warriors de Golden State   | 4                          |                            |  |   |                          |                       |                       |  |    |                    |            |            |
|  |                  | 4                       | Rockets de Houston        | 2 |                           |                            |                            |                            |  |   |                          |                       |                       |  |    |                    |            |            |
|  | 4                | 4                       | Rockets de Houston        | 2 | Rockets de Houston        | 4                          |                            |                            |  |   |                          |                       |                       |  |    |                    |            |            |
|  | 4                |                         |                           |   | Rockets de Houston        | 4                          |                            |                            |  |   |                          |                       |                       |  |    |                    |            |            |
|  | 5                | Jazz de l'Utah          | 1                         |   |                           |                            |                            |                            |  |   |                          |                       |                       |  |    |                    |            |            |
|  | 5                | Jazz de l'Utah          | 1                         |   |                           |                            |                            |                            |  | 1 | Warriors de Golden State | 4                     |                       |  |    |                    |            |            |
|  | Conférence Ouest |                         |                           |   |                           |                            |                            |                            |  | 1 | Warriors de Golden State | 4                     |                       |  |    |                    |            |            |
|  |                  | 3                       | Trail Blazers de Portland | 0 |                           |                            |                            |                            |  |   |                          |                       |                       |  |    |                    |            |            |
|  | 3                | 3                       | Trail Blazers de Portland | 0 | Trail Blazers de Portland | 4                          |                            |                            |  |   |                          |                       |                       |  |    |                    |            |            |
|  | 3                |                         |                           |   | Trail Blazers de Portland | 4                          |                            |                            |  |   |                          |                       |                       |  |    |                    |            |            |
|  | 6                | Thunder d'Oklahoma City | 1                         |   |                           |                            |                            |                            |  |   |                          |                       |                       |  |    |                    |            |            |
|  | 6                | Thunder d'Oklahoma City | 1                         |   | 3                         | Trail Blazers de Portland  | 4                          |                            |  |   |                          |                       |                       |  |    |                    |            |            |
|  |                  |                         |                           |   | 3                         | Trail Blazers de Portland  | 4                          |                            |  |   |                          |                       |                       |  |    |                    |            |            |
|  |                  | 2                       | Nuggets de Denver         | 3 |                           |                            |                            |                            |  |   |                          |                       |                       |  |    |                    |            |            |
|  | 2                | 2                       | Nuggets de Denver         | 3 | Nuggets de Denver         | 4                          |                            |                            |  |   |                          |                       |                       |  |    |                    |            |            |
|  | 2                |                         |                           |   | Nuggets de Denver         | 4                          |                            |                            |  |   |                          |                       |                       |  |    |                    |            |            |
|  | 7                | Spurs de San Antonio    | 3                         |   |                           |                            |                            |                            |  |   |                          |                       |                       |  |    |                    |            |            |

## Statistiques

### Meilleurs joueurs par statistiques
Pour pouvoir être classé et prétendre au titre de meilleur de la ligue dans une catégorie de statistique, le joueur doit répondre à un minimum de critères édictés dans le Rate Statistic Requirements.
Source : https://stats.nba.com/players/
| Catégorie                      | Joueur                   | Équipe                                        | Statistique |
| ------------------------------ | ------------------------ | --------------------------------------------- | ----------- |
| Points par match               | James Harden             | Rockets de Houston                            | 36,1        |
| Rebonds par match              | Andre Drummond           | Pistons de Détroit                            | 15,6        |
| Passes par match               | Russell Westbrook        | Thunder d'Oklahoma City                       | 10,7        |
| Interceptions par match        | Paul George              | Thunder d'Oklahoma City                       | 2,2         |
| Contres par match              | Myles Turner             | Pacers de l'Indiana                           | 2,7         |
| Ballons perdus par match       | James Harden             | Rockets de Houston                            | 5,0         |
| Minutes jouées par match       | Bradley Beal Paul George | Wizards de Washington Thunder d'Oklahoma City | 36,9        |
| Pourcentage de réussite        | Rudy Gobert              | Jazz de l'Utah                                | 66,9 %      |
| Pourcentage à 3 points         | Joe Harris               | Nets de Brooklyn                              | 47,4 %      |
| Pourcentage aux lancers francs | Malcolm Brogdon          | Bucks de Milwaukee                            | 92,8 %      |
| Double-doubles                 | Andre Drummond           | Pistons de Détroit                            | 69          |
| Triple-doubles                 | Russell Westbrook        | Thunder d'Oklahoma City                       | 34          |

| Catégorie                      | Joueur                         | Équipe                                     | Statistique |
| ------------------------------ | ------------------------------ | ------------------------------------------ | ----------- |
| Points par match               | Kevin Durant                   | Warriors de Golden State                   | 32,3        |
| Rebonds par match              | Nikola Jokić Andre Drummond    | Nuggets de Denver Pistons de Détroit       | 13,0        |
| Passes par match               | Russell Westbrook              | Thunder d'Oklahoma City                    | 10,6        |
| Interceptions par match        | Thaddeus Young                 | Pacers de l'Indiana                        | 2,8         |
| Contres par match              | Rudy Gobert                    | Jazz de l'Utah                             | 2,6         |
| Ballons perdus par match       | Russell Westbrook James Harden | Thunder d'Oklahoma City Rockets de Houston | 4,6         |
| Minutes jouées par match       | Paul George                    | Thunder d'Oklahoma City                    | 40,8        |
| Pourcentage de réussite        | Montrezl Harrell               | Clippers de Los Angeles                    | 73,0        |
| Pourcentage à 3 points         | Luke Kennard                   | Pistons de Détroit                         | 60,0        |
| Pourcentage aux lancers francs | Stephen Curry                  | Warriors de Golden State                   | 94,3        |
| Double-doubles                 | Draymond Green                 | Warriors de Golden State                   | 14          |
| Triple-doubles                 | Draymond Green                 | Warriors de Golden State                   | 6           |

### Statistiques équipes
Source : https://stats.nba.com/teams/
| Catégorie                            | Équipe                   | Statistique |
| ------------------------------------ | ------------------------ | ----------- |
| Points par match (max)               | Bucks de Milwaukee       | 118,1       |
| Points par match (min)               | Grizzlies de Memphis     | 103,5       |
| Rebonds par match (max)              | Bucks de Milwaukee       | 49,7        |
| Rebonds par match (min)              | Suns de Phoenix          | 40,4        |
| Passes par match (max)               | Warriors de Golden State | 29,4        |
| Passes par match (min)               | Knicks de New York       | 20,1        |
| Interceptions par match (max)        | Thunder d'Oklahoma City  | 9,3         |
| Interceptions par match (min)        | Spurs de San Antonio     | 6,1         |
| Contres par match (max)              | Warriors de Golden State | 6,4         |
| Contres par match (min)              | Cavaliers de Cleveland   | 2,4         |
| Pertes de balles par match (max)     | Hawks d'Atlanta          | 17,0        |
| Pertes de balles par match (min)     | Spurs de San Antonio     | 12,1        |
| Pourcentage de réussite (max)        | Warriors de Golden State | 49,1 %      |
| Pourcentage de réussite (min)        | Knicks de New York       | 43,3 %      |
| Pourcentage à 3 points (max)         | Spurs de San Antonio     | 39,2 %      |
| Pourcentage à 3 points (min)         | Suns de Phoenix          | 32,9 %      |
| Pourcentage aux lancers francs (max) | Spurs de San Antonio     | 81,9 %      |
| Pourcentage aux lancers francs (min) | Heat de Miami            | 69,5 %      |
| Différentiel de points (+)           | Bucks de Milwaukee       | + 8,9       |
| Différentiel de points (-)           | Cavaliers de Cleveland   | - 9,6       |

| Catégorie                            | Équipe                             | Statistique |
| ------------------------------------ | ---------------------------------- | ----------- |
| Points par match (max)               | Clippers de Los Angeles            | 114,7       |
| Points par match (min)               | Pacers de l'Indiana                | 91,8        |
| Rebonds par match (max)              | Bucks de Milwaukee                 | 51,9        |
| Rebonds par match (min)              | Clippers de Los Angeles            | 40,2        |
| Passes par match (max)               | Warriors de Golden State           | 28,4        |
| Passes par match (min)               | Rockets de Houston                 | 18,3        |
| Interceptions par match (max)        | Jazz de l'Utah                     | 9,2         |
| Interceptions par match (min)        | Spurs de San Antonio               | 4,6         |
| Contres par match (max)              | Bucks de Milwaukee                 | 6,4         |
| Contres par match (min)              | Nets de Brooklyn                   | 2,8         |
| Pertes de balles par match (max)     | 76ers de Philadelphie              | 16,5        |
| Pertes de balles par match (min)     | Spurs de San Antonio               | 8,4         |
| Pourcentage de réussite (max)        | Warriors de Golden State           | 47,7 %      |
| Pourcentage de réussite (min)        | Pistons de Détroit Magic d'Orlando | 38,8 %      |
| Pourcentage à 3 points (max)         | Warriors de Golden State           | 37,2 %      |
| Pourcentage à 3 points (min)         | Jazz de l'Utah                     | 26,3 %      |
| Pourcentage aux lancers francs (max) | Raptors de Toronto                 | 83,0 %      |
| Pourcentage aux lancers francs (min) | Pacers de l'Indiana                | 72,0 %      |
| Différentiel de points (+)           | Bucks de Milwaukee                 | + 8,8       |
| Différentiel de points (-)           | Pistons de Détroit                 | - 23,8      |

### Records individuels
| Saison régulière            | Saison régulière                            | Saison régulière                                                   | Saison régulière | Saison régulière                              |
| --------------------------- | ------------------------------------------- | ------------------------------------------------------------------ | ---------------- | --------------------------------------------- |
| Catégorie                   | Joueur                                      | Équipe                                                             | Statistique      | Date                                          |
| Minutes                     | Trae Young Zach LaVine                      | Hawks d'Atlanta Bulls de Chicago                                   | 56               | 1er mars 2019                                 |
| Points                      | James Harden                                | Rockets de Houston                                                 | 61               | 23 janvier 2019 22 mars 2019                  |
| Rebonds                     | Karl Anthony-Towns                          | Timberwolves du Minnesota                                          | 27               | 12 janvier 2019                               |
| Rebonds défensifs           | Jonas Valanciunas                           | Grizzlies de Memphis                                               | 23               | 22 mars 2019                                  |
| Rebonds offensifs           | Clint Capela JaVale McGee                   | Rockets de Houston Lakers de Los Angeles                           | 12               | 23 novembre 2018 22 mars 2019                 |
| Passes décisives            | Russell Westbrook                           | Thunder d'Oklahoma City                                            | 24               | 10 janvier 2019                               |
| Interceptions               | Kyrie Irving                                | Celtics de Boston                                                  | 8                | 21 janvier 2019                               |
| Contres                     | Hassan Whiteside Mitchell Robinson          | Heat de Miami Knicks de New York                                   | 9                | 7 novembre 2018 11 novembre 2018              |
| Balles perdues              | Ben Simmons James Harden Karl Anthony-Towns | 76ers de Philadelphie Rockets de Houston Timberwolves du Minnesota | 11               | 30 octobre 2018 26 novembre 2018 5 avril 2019 |
| Tirs marqués                | Kemba Walker                                | Hornets de Charlotte                                               | 21               | 17 novembre 2018                              |
| Tirs tentés                 | James Harden                                | Rockets de Houston                                                 | 39               | 20 mars 2019                                  |
| Tirs à trois points marqués | Klay Thompson                               | Warriors de Golden State                                           | 14               | 29 octobre 2018                               |
| Tirs à trois points tentés  | Klay Thompson                               | Warriors de Golden State                                           | 24               | 29 octobre 2018                               |
| Lancers francs marqués      | James Harden                                | Rockets de Houston                                                 | 22               | 23 janvier 2019                               |
| Lancers francs tentés       | James Harden                                | Rockets de Houston                                                 | 27               | 31 décembre 2018                              |

| Playoffs                    | Playoffs                                    | Playoffs                                                    | Playoffs    | Playoffs                               |
| --------------------------- | ------------------------------------------- | ----------------------------------------------------------- | ----------- | -------------------------------------- |
| Catégorie                   | Joueur                                      | Équipe                                                      | Statistique | Date                                   |
| Minutes                     | Nikola Jokić                                | Nuggets de Denver                                           | 65          | 3 mai 2019                             |
| Points                      | Damian Lillard Kevin Durant                 | Trail Blazers de Portland Warriors de Golden State          | 50          | 23 avril 2019 26 avril 2019            |
| Rebonds                     | Giánnis Antetokoúnmpo                       | Bucks de Milwaukee                                          | 23          | 19 mai 2019                            |
| Rebonds défensifs           | Giánnis Antetokoúnmpo                       | Bucks de Milwaukee                                          | 20          | 19 mai 2019                            |
| Rebonds offensifs           | Ivica Zubac                                 | Clippers de Los Angeles                                     | 9           | 18 avril 2019                          |
| Passes décisives            | Nikola Jokić Russell Westbrook Nikola Jokić | Nuggets de Denver Thunder d'Oklahoma City Nuggets de Denver | 14          | 13 avril 2019 23 avril 2019 3 mai 2019 |
| Interceptions               | James Harden                                | Rockets de Houston                                          | 6           | 20 avril 2019                          |
| Contres                     | Rudy Gobert                                 | Jazz de l'Utah                                              | 7           | 20 avril 2019                          |
| Balles perdues              | Kevin Durant                                | Warriors de Golden State                                    | 9           | 15 avril 2019                          |
| Tirs marqués                | Nikola Jokić                                | Nuggets de Denver                                           | 19          | 25 avril 2019                          |
| Tirs tentés                 | C.J. McCollum Kawhi Leonard                 | Trail Blazers de Portland Raptors de Toronto                | 39          | 3 mai 2019 12 mai 2019                 |
| Tirs à trois points marqués | Damian Lillard                              | Trail Blazers de Portland                                   | 10          | 23 avril 2019                          |
| Tirs à trois points tentés  | Damian Lillard                              | Trail Blazers de Portland                                   | 18          | 23 avril 2019                          |
| Lancers francs marqués      | Giánnis Antetokoúnmpo                       | Bucks de Milwaukee                                          | 16          | 3 mai 2019                             |
| Lancers francs tentés       | Giánnis Antetokoúnmpo                       | Bucks de Milwaukee                                          | 22          | 3 mai 2019                             |

## Récompenses
Les récompenses annuelles ont été distribuées lors d'une cérémonie le 17 mai 2019.

### Trophées annuels
| \| Récompenses \| Vainqueur \| Finalistes \| \| ---------------------------- \| ------------------------------------------ \| --------------------------------------------------------------------------------- \| \| Most Valuable Player \| Giánnis Antetokoúnmpo (Bucks de Milwaukee) \| Paul George (Thunder d'Oklahoma City) James Harden (Rockets de Houston) \| \| Defensive Player of the Year \| Rudy Gobert (Jazz de l'Utah) \| Giánnis Antetokoúnmpo (Bucks de Milwaukee) Paul George (Thunder d'Oklahoma City) \| \| Rookie of the Year \| Luka Dončić (Mavericks de Dallas) \| Deandre Ayton (Suns de Phoenix) Trae Young (Hawks d'Atlanta) \| \| Sixth Man of the Year \| Lou Williams (Clippers de Los Angeles) \| Montrezl Harrell (Clippers de Los Angeles) Domantas Sabonis (Pacers de l'Indiana) \| \| Most Improved Player \| Pascal Siakam (Raptors de Toronto) \| De'Aaron Fox (Kings de Sacramento) D'Angelo Russell (Nets de Brooklyn) \| \| Coach of the Year \| Mike Budenholzer (Bucks de Milwaukee) \| Michael Malone (Nuggets de Denver) Doc Rivers (Clippers de Los Angeles) \| - Executive of the Year : Jon Horst, Bucks de Milwaukee - NBA Sportsmanship Award : Mike Conley, Grizzlies de Memphis - J. Walter Kennedy Citizenship Award : Damian Lillard, Trail Blazers de Portland - Twyman-Stokes Teammate of the Year Award : Mike Conley, Grizzlies de Memphis |                                            |                                                                                   |
| Récompenses | Vainqueur                                  | Finalistes                                                                        |
| Most Valuable Player | Giánnis Antetokoúnmpo (Bucks de Milwaukee) | Paul George (Thunder d'Oklahoma City) James Harden (Rockets de Houston)           |
| Defensive Player of the Year | Rudy Gobert (Jazz de l'Utah)               | Giánnis Antetokoúnmpo (Bucks de Milwaukee) Paul George (Thunder d'Oklahoma City)  |
| Rookie of the Year | Luka Dončić (Mavericks de Dallas)          | Deandre Ayton (Suns de Phoenix) Trae Young (Hawks d'Atlanta)                      |
| Sixth Man of the Year | Lou Williams (Clippers de Los Angeles)     | Montrezl Harrell (Clippers de Los Angeles) Domantas Sabonis (Pacers de l'Indiana) |
| Most Improved Player | Pascal Siakam (Raptors de Toronto)         | De'Aaron Fox (Kings de Sacramento) D'Angelo Russell (Nets de Brooklyn)            |
| Coach of the Year | Mike Budenholzer (Bucks de Milwaukee)      | Michael Malone (Nuggets de Denver) Doc Rivers (Clippers de Los Angeles)           |

| - All-NBA First Team : - F Giánnis Antetokoúnmpo, Bucks de Milwaukee - F Paul George, Thunder d'Oklahoma City - C Nikola Jokić, Nuggets de Denver - G Stephen Curry, Warriors de Golden State - G James Harden, Rockets de Houston | - All-NBA Second Team : - F Kevin Durant, Warriors de Golden State - F Kawhi Leonard, Raptors de Toronto - C Joel Embiid, 76ers de Philadelphie - G Kyrie Irving, Celtics de Boston - G Damian Lillard, Trail Blazers de Portland | - All-NBA Third Team : - F Blake Griffin, Pistons de Détroit - F LeBron James, Lakers de Los Angeles - C Rudy Gobert, Jazz de l'Utah - G Kemba Walker, Hornets de Charlotte - G Russell Westbrook, Thunder d'Oklahoma City |

| - NBA All-Defensive First Team : - F Giánnis Antetokoúnmpo, Bucks de Milwaukee - F Paul George, Thunder d'Oklahoma City - C Rudy Gobert, Jazz de l'Utah - G Eric Bledsoe, Bucks de Milwaukee - G Marcus Smart, Celtics de Boston | - NBA All-Defensive Second Team : - F Draymond Green, Warriors de Golden State - F Kawhi Leonard, Raptors de Toronto - C Joel Embiid, 76ers de Philadelphie - G Jrue Holiday, Pelicans de La Nouvelle-Orléans - G Klay Thompson, Warriors de Golden State |

| - NBA All-Rookie First Team : - DeAndre Ayton, Suns de Phoenix - Marvin Bagley, Kings de Sacramento - Luka Dončić, Mavericks de Dallas - Jaren Jackson Jr., Grizzlies de Memphis - Trae Young, Hawks d'Atlanta | - NBA All-Rookie Second Team : - Shai Gilgeous-Alexander, Clippers de Los Angeles - Collin Sexton, Cavaliers de Cleveland - Landry Shamet, Clippers de Los Angeles - Mitchell Robinson, Knicks de New York - Kevin Huerter, Hawks d'Atlanta |

### Joueurs de la semaine
| Semaine                   | Conférence Est                                   | Conférence Ouest                                      |
| ------------------------- | ------------------------------------------------ | ----------------------------------------------------- |
| 16 octobre – 21 octobre   | Kemba Walker (Hornets de Charlotte) (1/2)        | Nikola Jokić (Nuggets de Denver) (1/3)                |
| 22 octobre – 28 octobre   | Giánnis Antetokoúnmpo (Bucks de Milwaukee) (1/6) | Stephen Curry (Warriors de Golden State) (1/2)        |
| 29 octobre – 4 novembre   | Victor Oladipo (Pacers de l'Indiana) (1/1)       | Russell Westbrook (Thunder d'Oklahoma City) (1/2)     |
| 5 novembre – 11 novembre  | Pascal Siakam (Raptors de Toronto) (1/1)         | C.J. McCollum (Trail Blazers de Portland) (1/1)       |
| 12 novembre – 18 novembre | Nikola Vučević (Magic d'Orlando) (1/1)           | Anthony Davis (Pelicans de La Nouvelle-Orléans) (1/1) |
| 19 novembre – 25 novembre | Giánnis Antetokoúnmpo (Bucks de Milwaukee) (2/6) | Tobias Harris (Clippers de Los Angeles) (1/1)         |
| 26 novembre – 2 décembre  | Kawhi Leonard (Raptors de Toronto) (1/2)         | Paul Millsap (Nuggets de Denver) (1/1)                |
| 3 décembre – 9 décembre   | Bradley Beal (Wizards de Washington) (1/2)       | Stephen Curry (Warriors de Golden State) (2/2)        |
| 10 décembre – 16 décembre | Thaddeus Young (Pacers de l'Indiana) (1/1)       | James Harden (Rockets de Houston) (1/4)               |
| 17 décembre – 23 décembre | Giánnis Antetokoúnmpo (Bucks de Milwaukee) (3/6) | Paul George (Thunder d'Oklahoma City) (1/3)           |
| 24 décembre – 30 décembre | Giánnis Antetokoúnmpo (Bucks de Milwaukee) (4/6) | James Harden (Rockets de Houston) (2/4)               |
| 31 décembre – 6 janvier   | Joel Embiid (76ers de Philadelphie) (1/1)        | Nikola Jokić (Nuggets de Denver) (2/3)                |
| 7 janvier – 13 janvier    | Kawhi Leonard (Raptors de Toronto) (2/2)         | Donovan Mitchell (Jazz de l'Utah) (1/2)               |
| 14 janvier – 20 janvier   | D'Angelo Russell (Nets de Brooklyn) (1/1)        | James Harden (Rockets de Houston) (3/4)               |
| 21 janvier – 27 janvier   | Giánnis Antetokoúnmpo (Bucks de Milwaukee) (5/6) | Paul George (Thunder d'Oklahoma City) (2/3)           |
| 28 janvier – 3 février    | Giánnis Antetokoúnmpo (Bucks de Milwaukee) (6/6) | Nikola Jokić (Nuggets de Denver) (3/3)                |
| 4 février – 10 février    | Bojan Bogdanović (Pacers de l'Indiana) (1/1)     | Paul George (Thunder d'Oklahoma City) (3/3)           |
| 25 février – 3 mars       | Ben Simmons (76ers de Philadelphie) (1/1)        | Donovan Mitchell (Jazz de l'Utah) (2/2)               |
| 4 mars – 10 mars          | Andre Drummond (Pistons de Détroit) (1/2)        | Mike Conley, Jr. (Grizzlies de Memphis) (1/1)         |
| 11 mars – 17 mars         | Bradley Beal (Wizards de Washington) (2/2)       | Rudy Gobert (Jazz de l'Utah) (1/1)                    |
| 18 mars – 24 mars         | Trae Young (Hawks d'Atlanta) (1/1)               | James Harden (Rockets de Houston) (4/4)               |
| 25 mars – 31 mars         | Andre Drummond (Pistons de Détroit) (2/2)        | Damian Lillard (Trail Blazers de Portland) (1/1)      |
| 1er avril – 7 avril       | Kemba Walker (Hornets de Charlotte) (2/2)        | Russell Westbrook (Thunder d'Oklahoma City) (2/2)     |

### Joueurs du mois
| Mois               | Conférence Est                                   | Conférence Ouest                              |
| ------------------ | ------------------------------------------------ | --------------------------------------------- |
| Octobre / Novembre | Giánnis Antetokoúnmpo (Bucks de Milwaukee) (1/4) | Tobias Harris (Clippers de Los Angeles) (1/1) |
| Décembre           | Giánnis Antetokoúnmpo (Bucks de Milwaukee) (2/4) | James Harden (Rockets de Houston) (1/3)       |
| Janvier            | Joel Embiid (76ers de Philadelphie) (1/1)        | James Harden (Rockets de Houston) (2/3)       |
| Février            | Giánnis Antetokoúnmpo (Bucks de Milwaukee) (3/4) | Paul George (Thunder d'Oklahoma City) (1/1)   |
| Mars / Avril       | Giánnis Antetokoúnmpo (Bucks de Milwaukee) (4/4) | James Harden (Rockets de Houston) (3/3)       |

### Rookies du mois
| Mois               | Conférence Est                        | Conférence Ouest                        |
| ------------------ | ------------------------------------- | --------------------------------------- |
| Octobre / Novembre | Trae Young (Hawks d'Atlanta) (1/4)    | Luka Dončić (Mavericks de Dallas) (1/5) |
| Décembre           | Kevin Knox (Knicks de New York) (1/1) | Luka Dončić (Mavericks de Dallas) (2/5) |
| Janvier            | Trae Young (Hawks d'Atlanta) (2/4)    | Luka Dončić (Mavericks de Dallas) (3/5) |
| Février            | Trae Young (Hawks d'Atlanta) (3/4)    | Luka Dončić (Mavericks de Dallas) (4/5) |
| Mars / Avril       | Trae Young (Hawks d'Atlanta) (4/4)    | Luka Dončić (Mavericks de Dallas) (5/5) |

### Entraîneurs du mois
| Mois               | Conférence Est                              | Conférence Ouest                               |
| ------------------ | ------------------------------------------- | ---------------------------------------------- |
| Octobre / Novembre | Nick Nurse (Raptors de Toronto) (1/1)       | Doc Rivers (Clippers de Los Angeles) (1/1)     |
| Décembre           | Nate McMillan (Pacers de l'Indiana) (1/1)   | Mike D'Antoni (Rockets de Houston) (1/1)       |
| Janvier            | Mike Budenholzer (Bucks de Milwaukee) (1/2) | Steve Kerr (Warriors de Golden State) (1/1)    |
| Février            | Mike Budenholzer (Bucks de Milwaukee) (2/2) | Terry Stotts (Trail Blazers de Portland) (1/2) |
| Mars / Avril       | Steve Clifford (Magic d'Orlando) (1/1)      | Terry Stotts (Trail Blazers de Portland) (2/2) |